# Кейси, Ричард
Ричард Гавин Гардинер Ке́йси, барон Кейси (англ. Richard Gavin Gardiner Casey, Baron Casey, 29 августа 1890, Брисбен, колония Квинсленд — 17 июня 1976, Бервик, штат Виктория, Австралия) — австралийский государственный деятель, бывший генерал-губернатором Австралии с 1965 по 1969 год. Также был успешным военным, многолетним членом кабинета министров и послом в США.
Кейси родился в Брисбене, но переехал с родителями в Мельбурн в раннем возрасте. Он поселился в Тринити-колледже в Мельбурне в 1909 году, изучая инженерное дело в Мельбурнском университете, а затем продолжил учебу в Тринити-колледже в Кембридже. В 1914 году Кейси поступил на службу лейтенантом в Имперские силы Австралии.

## Биография
В 1913 году окончил Тринити-колледж в Кембридже, получив степень бакалавра искусств; в 1918 году получил степень магистра искусств.
- 1924—1930 годах — политический представитель по связи между правительствами Австралии и Великобритании в Лондоне,
- 1933—1935 годах — помощник министра,
- 1935—1939 годах — министр финансов,
- одновременно в 1937—1939 годах — министр по вопросам развития Австралии,
- 1939—1940 годах — министр снабжения и развития Австралии,
- 1940—1942 годах — первый дипломатический представитель Австралии (посланник) в США,
- 1942—1943 годах — член военного кабинета Черчилля и министр-резидент на Среднем Востоке,
- 1944—1946 годах — губернатор индийского штата Бенгалия,
- 1948—1949 годах — председатель либеральной партии Австралии,
- 1949—1951 годах, с приходом к власти коалиции либеральной и аграрной партий, занимает посты министра национального развития, общественных работ и жилищного строительства,
- 1951—1960 годах — министр иностранных дел Австралии. Участвовал в согласовании условий нормализации советско-австралийских отношений (1956-1959), в работе ряда сессий Генеральной Ассамблеи ООН и международных конференций,
- с 1960 года — член палаты лордов парламента Великобритании, возведён в пэры как барон Кейси из Бервика в штате Виктория и Австралийском Содружестве, и города Вестминстера (англ. Baron Casey, of Berwick in the State of Victoria and the Commonwealth of Australia, and of the City of Westminster)
- 1965—1969 годах — генерал-губернатор Австралии. Первый житель страны на этом посту.
- 1969 годах — Австралиец года

С 1969 года отошел от активной политической деятельности.